# Анадиплоза
Анадиплоза (grč. ἀναδίπλωσις — удвајање, удвостручење) је стилска фигура понављања у којој се последња реч или група речи једне реченице, стиха или строфе понавља на почетку наредне реченице, стиха или строфе.
 Заједно са анафором, епифором и симплоком припада фигурама које се једним именом зову лирски паралелизми.
Спада у фигуре дикције.

## Историјат појма
Анадиплоза има више различитих назива. У антици је означавала било које понављање речи или групе речи. Цицерон је звао revocatio verbi, Хермоген епанастрофом и анастрофом, Тиберије користи и термин епанадиплоза. Коришћени су и називи епизеукса, палилогија, редупликација, чак и антиметабола. Данас се анадиплоза најчешће поистовећује са палилогијом, али разграничава од осталих наведених фигура.

## Употреба
Пошто понавља реч у узастопним реченицама, наглашава главну идеју а у поезији служи и ритму. Честа је фигура како у поезији, тако и у прози. Употребљава се и у новинарству а у говорима и рекламама је средство убеђивања. Неретко се користи у свакодневном говору, нарочито у дијалогу када након постављеног питања саговорник одговара понављањем последње речи, или више њих у одговору: Где је отишао? - Отишао је до продавнице. Није нужно да поновљене речи буду одмах једна за другом, могу постојати и речи између њих под условом да је понављање и даље у почетку наредне реченице.

## Анадиплоза и антиметабола
Анадиплоза је саставни део антиметаболе, али антиметабола није увек употребљена у анадиплози. Реченица "Један за све, сви за једног." (Три мускетара, Александар Дима) јесте антиметабола зато што понавља прву половину реченице у другој половини и преокреће је као у огледалу; иста реченица је анадиплоза зато што се завршетак прве половине реченице (све) понавља на почетку друге половине реченице (сви).
С друге стране реченица "Наша сумња је наша страст, а наша страст је наш задатак." (Средње године, Хенри Џејмс) јесте анадиплоза због понављања речи наша страст на крају прве половине и на почетку друге половине реченице, али није антиметабола јер се не понавља читава прва половина реченице у другој само преокренута, већ само један њен део.

## Примери
| „                                         | И на само ово окрените све старање своје да покажете у вери својој добродетељ, а у добродетељи разум, А у разуму уздржање, а у уздржању трпљење, а у трпљењу побожност, А у побожности братољубље, а у братољубљу љубав. | ” |
| — Библија, Друга посланица Петрова, 1:5-7 | |   |

| „                                             | Уранила Косовка девојка, Уранила рано у недељу, У недељу прије јарка сунца. . . | ” |
| — Косовка девојка, српска епска народна песма |                                                                                 |   |

| „                                  | Врати ми моје крпице Моје крпице од чистога сна. . . | ” |
| — Врати ми моје крпице, Васко Попа |                                                      |   |

| „                                 | У шест часова чекали смо кафу, чекали кафу и милосрдне мрве. . . | ” |
| — Чудо за доручак, Елизабет Бишоп |                                                                  |   |

Анадиплоза је у овој краткој песми спроведена у сваком стиху:
| „                             | Игличе венче над воду цвета, над воду цвета, над воду вене, над воду вене, над воду спада. | ” |
| — српска лирска народна песма |                                                                                            |   |

Анадиплоза удружена са антиметаболом:
| „        | Једите да би живели, немојте живети да би јели. | ” |
| — Сократ |                                                 |   |

Анадиплоза удружена са симплоком:
| „                          | И била је моја, била је моја, кључ је био у мојој шаци, моја шака је била у мом џепу, била је моја. | ” |
| — Лолита, Владимир Набоков | |   |

## Сличне стилске фигуре
- Анастрофа
- Анафора
- Антиметабола
- Епанадиплоза
- Епаналепса
- Епизеукса
- Епифора
- Градација
- Палилогија
- Регресија (стилска фигура)
- Симплока
- Хијазам